# Risdonius parvus
Risdonius parvus är en spindelart som beskrevs av Hickman 1939. Risdonius parvus ingår i släktet Risdonius och familjen Anapidae. Inga underarter finns listade i Catalogue of Life.